# Thesea parviflora
Thesea parviflora is een zachte koraalsoort uit de familie Plexauridae. De koraalsoort komt uit het geslacht Thesea. Thesea parviflora werd voor het eerst wetenschappelijk beschreven door author unknown. 